# Bieńkówka (Petite-Pologne)
Pour les articles homonymes, voir Bieńkówka.
Bieńkówka (prononciation : [bjɛɲˈkufka]) est une localité polonaise de la gmina de Budzów, située dans le powiat de Sucha en voïvodie de Petite-Pologne.